# Dysauxes
Dysauxes és un gènere de lepidòpters ditrisis de la família dels erèbids (Erebidae), subfamília Arctiinae.

## Taxonomia
- Subgenus Dysauxes
  - Dysauxes ancilla (Linnaeus, 1767)
  - Dysauxes famula (Freyer, 1836)
  - Dysauxes fraterna Ignatyev & Zolotuhin, 2006
  - Dysauxes kaschmiriensis Rothschild, 1910
  - Dysauxes parvigutta (Christoph, 1889)
  - Dysauxes syntomida (Staudinger, 1892)
- Subgenus Adauctis Ignatyev & Zolotuhin, 2006
  - Dysauxes punctata (Fabricius, 1781)
  - Dysauxes servula (Berce, 1862)

## Galeria

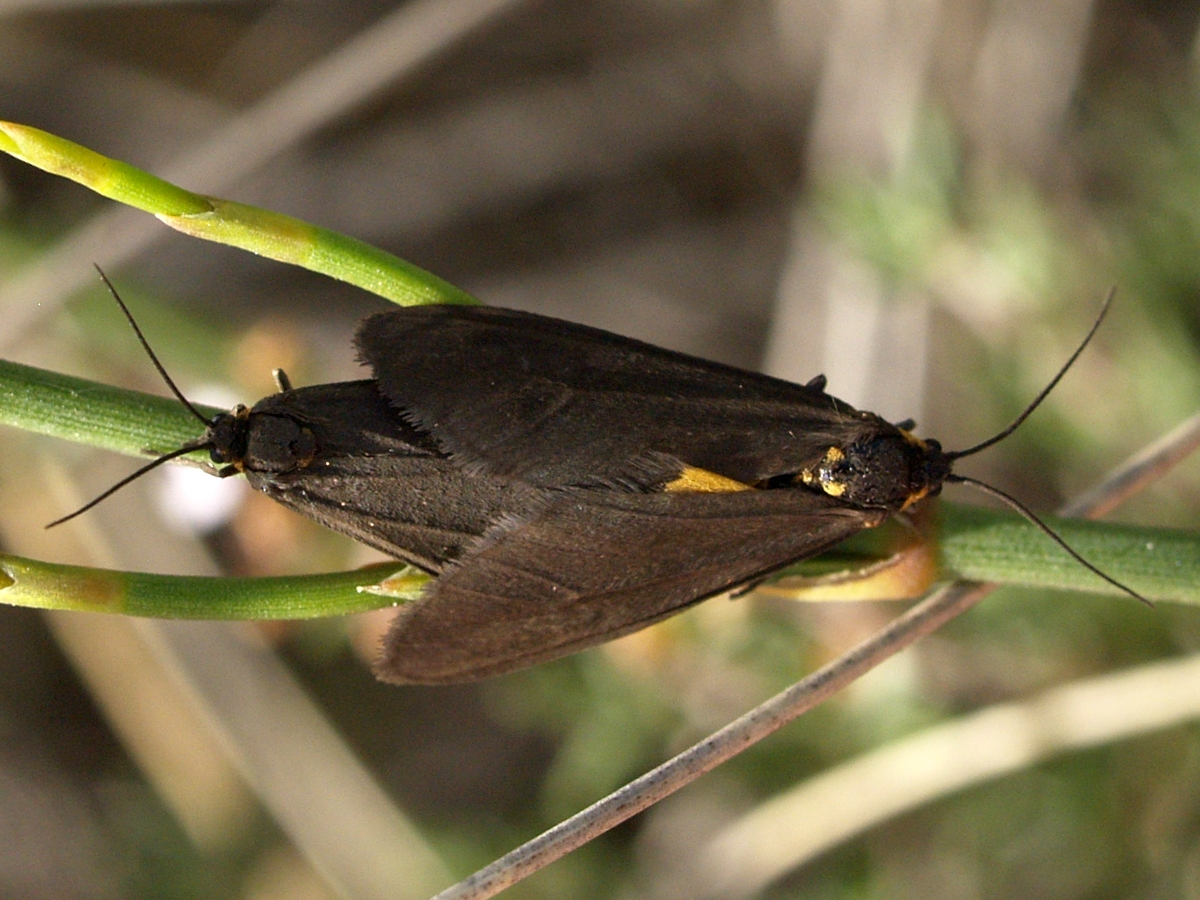
Dysauxes punctata còpula
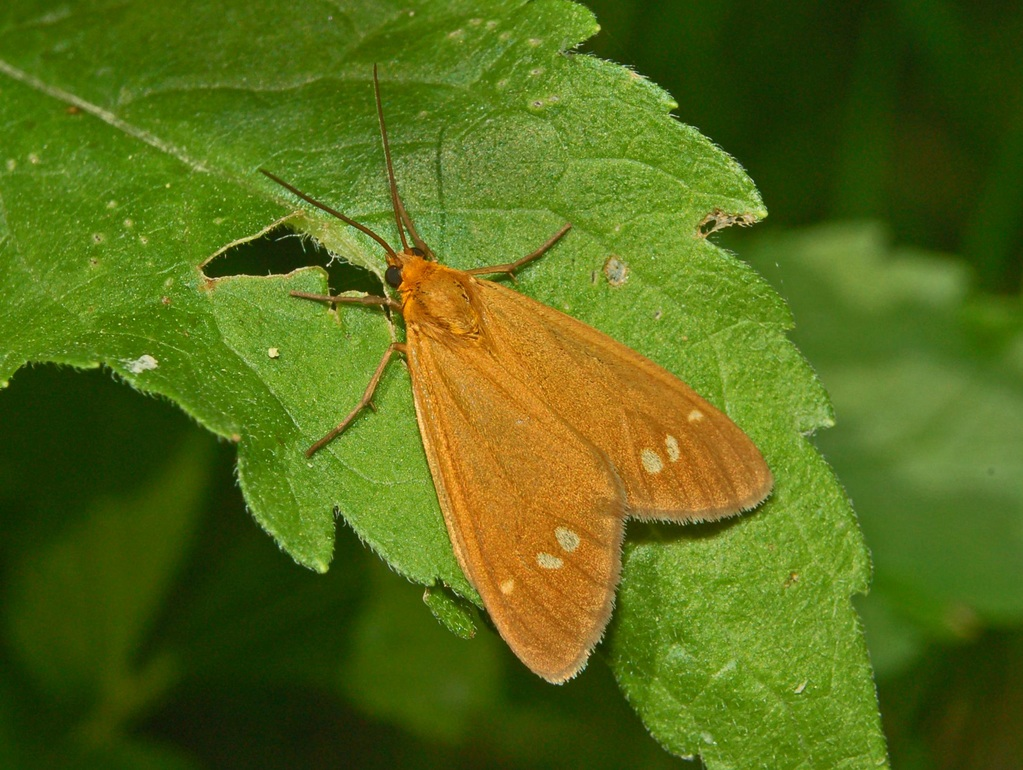
Dysauxes ancilla